# Olympiodorus
Dit overzicht is mogelijk incompleet; u kunt helpen door het uit te breiden.
Olympiodorus (Griekenland; geboren c. 380, overleden tussen 412-425) was een Romeinse historicus,  dichter, filosoof en diplomaat in de vroege vijfde eeuw. Hij is de schrijver van een geschiedenis in tweeëntwintig delen, geschreven in het Grieks, die hij opdroeg aan de Oost-Romeinse keizer Theodosius II. In deze geschiedenis worden de gebeurtenissen in het Romeinse Rijk tussen 407 en 425 beschreven. Het origineel is verloren gegaan, maar Photius  geeft een samenvatting.
Olympiodorus doorliep in Oost-Romeinse dienst verschillende beambten, o.m. bij een rechtbank. Hij was goed op de hoogte van de gang van zaken aan het hof. Tot zijn vrienden behoorden filosofen, provinciegouverneurs en retorici. Als ambtenaar maakte hij verschillende reizen, vergezeld door een papegaai.  Olympiodorus was een "overtuigd maar discreet" heiden, en wiens werk verschillende latere historici beïnvloedde, waaronder schrijvers van kerkgeschiedenissen.